# U-Bahnhof Hölkeskampring
Der U-Bahnhof Hölkeskampring ist eine Tunnelstation in der kreisfreien Stadt Herne. Er ist Teil der Stadtbahn Bochum. Der U-Bahnhof ist nach der gleichnamigen Straße Hölkeskampring benannt, die wiederum nach Karl Hölkeskamp benannt wurde.

## Lage und Aufbau
Der U-Bahnhof befindet sich in Herne-Süd in der Straßenkreuzung Bochumer Straße / Westring / Hölkeskampring. In dessen Nähe befindet sich das Marienhospital Herne und etwas weiter entfernt die Flottmann-Hallen.
Er liegt etwa 700 m südlich des benachbarten U-Bahnhofs Berninghausstraße und etwa 700 m nördlich des benachbarten U-Bahnhofs Archäologie-Museum/Kreuzkirche.
Der U-Bahnhof besitzt einen Mittelbahnsteig zwischen zwei normalspurigen Gleisen und verfügt über einen Schrägaufzug zwischen Bahnsteig- und Verteilerebene. Ein weiterer Aufzug verbindet Verteiler- und Straßenebene.

## Linien
Der U-Bahnhof wird durch die Linie U 35 der Stadtbahn Bochum bedient.
| Linie | Verlauf / Anmerkungen | Takt (Mo–Fr) |
| ----- | --- | ------------ |
| U 35  | U Herne, Schloß Strünkede – U Herne Bf – U Herne Mitte – U Archäologie-Museum/Kreuzkirche – U Hölkeskampring – U Herne, Berninghausstraße – U Bochum, Rensingstraße – U Riemke Markt – U Zeche Constantin – U Feldsieper Straße – U Deutsches Bergbau-Museum – U Bochum Rathaus (Nord) – U Bochum Hbf – U Oskar-Hoffmann-Straße – U Waldring – Wasserstraße – Brenscheder Straße – Markstraße – Gesundheitscampus – Ruhr-Universität – Lennershof BO – Bochum Hustadt (TQ) Die Linie U 35 heißt auch „CampusLinie“ | 10 min       |

Neben der Linie U 35 bedienen einige Buslinien der Straßenbahn Herne–Castrop-Rauxel die Station an der Oberfläche, die zusätzliche Verbindungen herstellen.
| Linie | Verlauf | Takt (Mo–Fr) |
| ----- | --- | ------------ |
| 303   | (Wanne-Eickel Hbf – Solbad – Bobenfeld – Holsterhausen Süd –) Regenkamp – Bochumer Str. – Hölkeskampring – Marienhospital – Düngelstr. – Archäologie-Museum/Kreuzkirche – Glockenstr. – Herne Bf (Wanne-Eickel-Regenkamp nur wochentags) | 30 min       |
| 312   | (Wanne Waldfriedhof –) Herne Im Dannekamp – Wanne Markt – Mondpalast – Wanne-Eickel Hbf – Juliastraße/Großmarkt – Herne Bf – Herne Mitte – Kulturzentrum – Hölkeskampring – Marienhospital (→ Flottmann-Hallen) – Herne-Südpool (ab/bis Wanne Waldfriedhof nur samstags, sonn- und feiertags tagsüber)                                       | 20 min       |
| 337   | Herne Bf – Herne Mitte – Archäologie-Museum/Kreuzkirche – Krankenhaus Wiescherstr. – Marienhospital – Hölkeskampring – Bochumer Str. – Südstr. – Feldkampstr. Fahrten ab Herne Mitte wochentags, sonntags als Linie 351 und samstags als Linie 321 in Richtung Herne Bf                                                                      | 60 min       |
| NE32  | NachtExpress: Herne Bf → Horsthausen → Pantringshof → Schloß Strünkede → Herne Bf → Herne Mitte → Archäologie-Museum/Kreuzkirche → Tierpark Gysenberg → Siedlung Constantin → Herne-Süd → Flottmann-Hallen → Hölkeskampring → Herne Bf Fährt in den Nächten Freitag/Samstag, Samstag/Sonntag, vor Feiertagen und nach besonderer Ankündigung | 60 min       |